# The Alberts

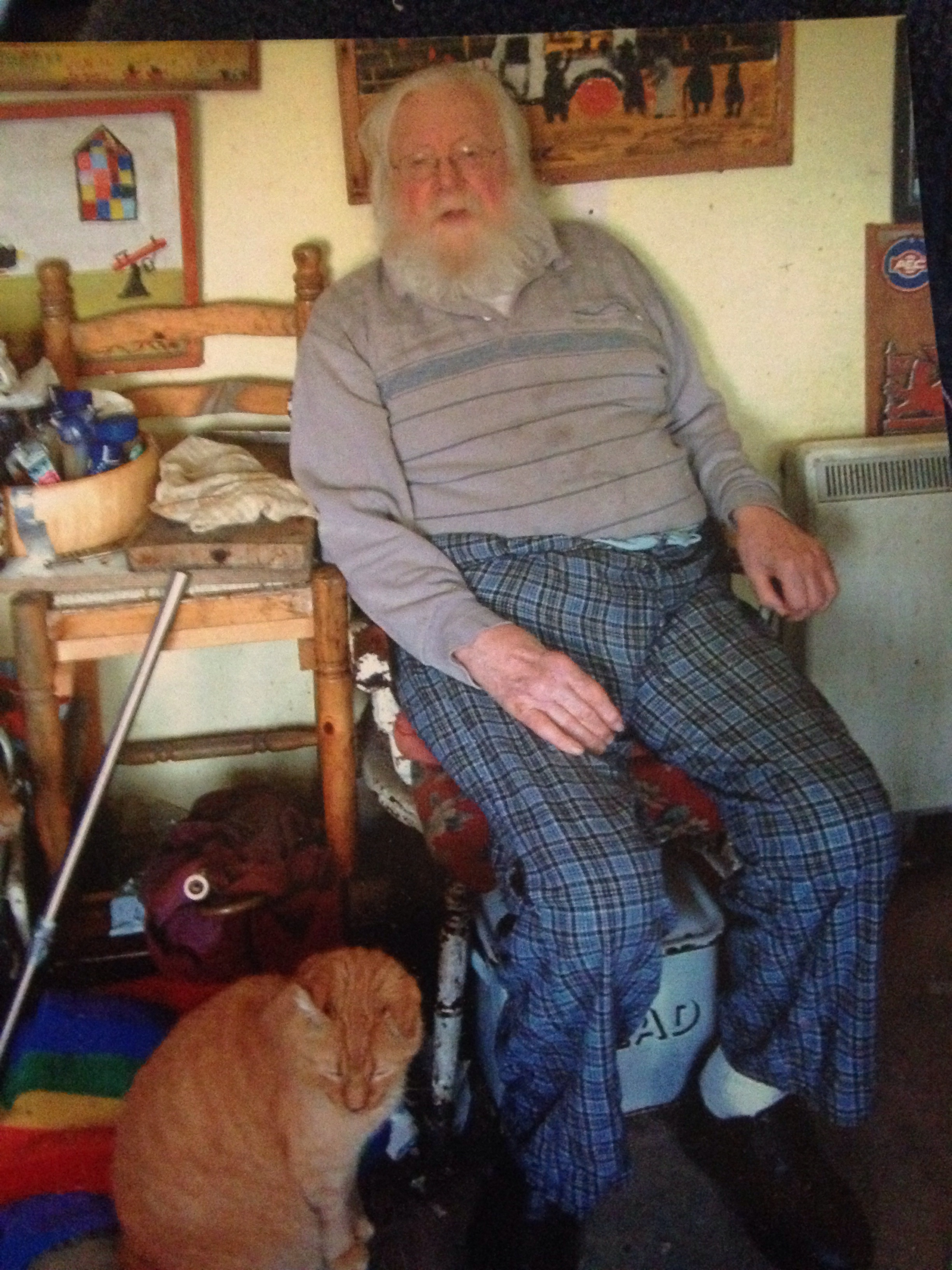
Douglas Gray en casa con su gato en 2013.

The Alberts eran un grupo de música/comedia británica de mediados de la década de 1950 hasta mediados de 1960, con los hermanos Anthony "Tony" y Douglas "Dougie" Gray, junto con Bruce Lacey. Formado en la Escuela de Oratoria (Kensington), fueron evacuados durante la Segunda Guerra Mundial a Penzance. Salieron de la escuela después de la guerra y realizaron su Servicio Nacional de Egipto.

## Carrera
Aparecieron en la serie de televisión de Spike Milligan. Tenían la intención de inaugurar la BBC2 en ciernes, el 20 de abril de 1964, pero un fallo de energía retrasaron el lanzamiento hasta el día siguiente. Durante casi todo el año de 1963, a partir de enero de 1963, en el West End, The Alberts, junto con Joyce Grant, Ivor Cutler, Michael Codron y William Donaldson, presentado An Evening of British Rubbish, que la princesa Margarita asistió en dos ocasiones, y que era lanzado en un disco LP por George Martin, jefe de Parlophone en el momento.